# NGC 4566
NGC 4566 (również PGC 42007 lub UGC 7769) – galaktyka spiralna (Sbc), znajdująca się w gwiazdozbiorze Wielkiej Niedźwiedzicy. Odkrył ją William Herschel 2 kwietnia 1791 roku. Należy do galaktyk Seyferta typu 2.